# Norman L. Gilbreath
Norman Laurence Gilbreath (* 1936) ist ein US-amerikanischer Amateurmathematiker, Informatiker und Amateurzauberer.
Hauptberuflich war er Computerexperte und arbeitete bei der Rand Corporation unter anderem an Compilern und Optimierungsaufgaben. Als Amateurzauberer ist er für das Gilbreath-Prinzip beim Kartenmischen (Riffle Shuffling) bekannt (veröffentlicht in The Linking Ring, Band 38, Nr. 5, Juli 1958). Der Trick war schon vorher einigen Magiern bekannt.
In der Zahlentheorie ist er für Gilbreaths Vermutung bekannt. Er fand diese als Student 1958 an der University of California, Los Angeles. Zwei Mit-Studenten (R. B. Killgrove, K. E. Ralston) testeten diese auf dem SWAC-Computer der UCLA und bestätigten sie für die ersten 63419 Primzahlen.
Gilbreath lebt in Los Angeles und trat noch Mitte der 2000er Jahre regelmäßig in Hollywood’s Magic Castle als Amateurzauberer auf.

## Schriften
- Magic for an Audience, Genii Magazine, Band 52, Nr. 9, 10, 11, März, April, Mai 1989